# The Planets Bend Between Us
The Planets Bend Between Us of The Planets Bend Between Us (For You) is een nummer van de alternatieve rockgroep Snow Patrol. Het werd uitgebracht als de vierde single afkomstig van het vijfde studioalbum A Hundred Million Suns. De Britse release stond 1 juni 2009 gepland, maar werd een week naar voren geschoven.

## Release
De singleversie werd 27 april rond de klok van 12 voor het eerst gedraaid in de show van Jo Whiley op BBC Radio 1 en kwam meteen op de playlist van het radiostation. Ter promotie werd het nummer in de Maida Vale Studio's van de BBC gespeeld, wat live te horen was in het programma van Ken Bruce op BBC Radio 2. Op 13 mei speelde de band het nummer in een intieme live-sessie voor BBC 6 Music waar ook andere nummers als Chasing Cars, Run, Take Back the City en Crack the Shutters werden gespeeld. Ook speelde de band het nummer tijdens het V Festival. Bij al deze optredens werd de nieuwe versie van het nummer gespeeld.
De single werd alleen digitaal in twee bundels uitgebracht, waarbij de eerste slechts de opnieuw bewerkte versie van het nummer bevat en de tweede de bewerkte versie met de non-album B-kant Rading Heaney to Me.

## Versies

### Studioversie
De studioversie van The Planets Bend Between Us is een van de rustigste nummers op het album en bevat veel akoestische instrumentatie. Het begint met een rustige pianospel van lage tonen waarna acht maten een akoestische gitaar inkomt. Na opnieuw acht maten begint de zang van Lightbody met een nieuwe, versnelde gitaarspel. In het tweede couplet beginnen twee elektrische gitaren met korte tokkelpartij. In het laatste refrein is het ritmische vervormde gitaarspel te horen, met een synthesizer op de achtergrond. Het nummer verkreeg in de albumrecensies vooral positieve kritieken.
"Hoe gek het ook klinkt, dit nummer gaat over mijn huis in Noord-Ierland dat op de Belfast Lough naast een strand staat. Er is iets als je in de winter op het strand bent, met niemand anders op het strand, met stormachtige wind, beregende stoepen en het heeft iets verlossends als je daar in de wind schreeuwt. - Gary Lightbody
De regel "a hundred million suns" schreeuwde volgens Lightbody om de albumtitel te worden. Het grijpt, volgens de beschrijving op de nummerbeschrijving op de website van de band, de uitgestrektheid van het universum en ons er in als kleine puntjes. Ook drukt het het grote geluid van de plaat af en plaatst alles in perspectief.

### Singleversie
Zanger Gary Lightbody vertelde in een interview met de Australische Herald Sun dat de band het nummer opnieuw opnam voor de singlerelease. Volgens de zanger is alles, op de songteksten en de toon na, veranderd en is het nu een "groots nummer". Bij het opnemen van de albumversie was het doel het nummer rustig en kalm te houden. Voor de singlerelease was de bedoeling het tegenovergestelde te bewerkstelligen. Het is voor de eerste keer dat de band een nummer voor het uitbrengen op single een albumtrack opnieuw opneemt.
In de bewerkte versie is de originele instrumentatie behouden, met daarover andere instrumenten waaronder drums, die al in het eerste couplet inzetten, net als een overstuurde gitaarpartij die in het eerste refrein wordt gebruikt. Daarnaast is het tempo lichtelijk verhoogd en is het einde verlengd, waarbij er een koor "the planets bend between us, a hundred million suns and stars" zingt, dat door Lightbody alleen in het tweede couplet werd gezongen. Daarnaast is in het laatste refrein een snaardistortie toegevoegd.

### Live-uitvoering
Sinds de band vanaf december 2008 begon te toeren, werd het nummer in de setlist meegenomen met Lightbody op de akoestische gitaar. Maar na het debuut van de singleversie, werd het laatste gespeeld, echter in een licht veranderde versie. Dit is het geval doordat de drums zich twee maten later inzetten dan het gitaarspel. Vanwege het feit dat er extra elektrische gitaren in het eerste refrein zijn toegevoegd, speelt Lightbody deze gitaar. Daarnaast wordt het stukje "for you", net als in de albumversie, vijf keer gezongen. Al deze veranderingen zorgen ervoor dat het nummer weer de albumlengte klokt.

## Verschijningen in de popcultuur
Het nummer is te horen geweest in de aflevering An Honest Mistake van Grey's Anatomy, dat 19 februari 2009 in de Verenigde Staten en 18 mei in Nederland werd uitgezonden. Dit is hiermee het vierde nummer van Snow Patrol dat in de serie te horen is, na Chasing Cars, Open Your Eyes en Make This Go on Forever.

## Videoclip
De videoclip ging 1 mei in première op de website en MySpace-pagina van de band. De clip is opgenomen in Zuid-Afrika in de periode dat Snow Patrol daar aanwezig was in het kader van het Coca-Cola festival. Lightbody is het enige bandlid dat in de clip te zien is, op de momenten dat er geknipt, geplakt en getekend wordt, waardoor Lightbody steeds op een andere plek belandt. Zo wordt het Vrijheidsbeeld getekend als hij op het strand loopt en "so they can hear it in America" zingt. De clip werd in week 22 tot MTV Must C gekozen.

## Tracklist
Alle teksten zijn geschreven door Gary Lightbody, alle muziek is geschreven door Snow Patrol en Jacknife Lee.
| Nr. | Titel                                        | Duur  |
| --- | -------------------------------------------- | ----- |
| 1.  | The Planets Bend Between Us (single version) | 04:01 |

| Nr. | Titel                                        | Duur  |
| --- | -------------------------------------------- | ----- |
| 1.  | The Planets Bend Between Us (single version) | 04:01 |
| 2.  | Reading Heaney to Me                         | 03:08 |

## Medewerkers
Snow Patrol
- Gary Lightbody: vocalen, gitaar, achtergrondzang
- Nathan Connolly: gitaar, achtergrondzang
- Paul Wilson: basgitaar, achtergrondzang
- Jonny Quinn: drums
- Tom Simpson: keyboards

Productie
- Jacknife Lee: producer
- Cenzo Townshend: mixing
- Neil Comber: mixing (assistent)
- John Davis: mastering